# Ricardo López Murphy
Ricardo Hipólito López Murphy, argentinski politik, pedagog in ekonomist, * 10. avgust 1951.
López Murphy je bil minister za obrambo Argentine (1999-2001) in minister za gospodarstvo Argentine (2001).